# Liste von Zeitungen im Eichsfeld
Die Liste von Zeitungen im Eichsfeld enthält eine Auswahl von Tageszeitungen aus dem Eichsfeld und Regionalzeitungen mit einer eichsfelder Ausgabe.

## Liste
| Titel | Herausgeber                                                                               | Verlag/Druck                                                     | Erschienen             | Bild |
| --- | ----------------------------------------------------------------------------------------- | ---------------------------------------------------------------- | ---------------------- | ---- |
| Wöchentliche Eichsfeldische Nachrichten                                                                                      |                                                                                           |                                                                  | 1772                   |      |
| Heiligenstädter Intelligenz-Blatt später Eichsfelder Wochenblatt                                                             |                                                                                           | Dölle & Brunn Heiligenstadt                                      | 1778–                  |      |
| Departement-Blatt für das Harz-Departiment                                                                                   | Königreich Westphalen?                                                                    | Dölle Heiligenstadt                                              | zwischen 1807 und 1813 |      |
| Obereichsfelder Kreis-Anzeiger                                                                                               |                                                                                           | Brunn Heiligenstadt                                              | 1820–1862              |      |
| Heiligenstädter Kreisblatt                                                                                                   |                                                                                           | Brunn Heiligenstadt                                              | 1863–1878              |      |
| Heiligenstädter Zeitung Obereichsfelder Kreisanzeiger und Dingelstädter Anzeiger                                             |                                                                                           | Brunn Heiligenstadt                                              | 1879–1906              |      |
| Eichsfelder Tageblatt Heiligenstädter Zeitung                                                                                |                                                                                           | Brunn Heiligenstadt                                              | 1907–1935              |      |
| Eichsfelder Tageblatt: die nationalsozialistische Zeitung für die Kreise Heiligenstadt, Worbis und Mühlhausen (eichsf. Teil) |                                                                                           |                                                                  | 1935–1937              |      |
| Eichsfelder Tageblatt: Mitteilungen des Kreises Eichsfeld der NSDAP                                                          |                                                                                           |                                                                  | 1935–1937              |      |
| |                                                                                           |                                                                  |                        |      |
| Zeitung fürs Eichsfeld (Duderstädter Wochenblatt)                                                                            |                                                                                           | Wagner Duderstadt                                                | 1813-                  |      |
| |                                                                                           |                                                                  |                        |      |
| Wochenblatt für den landräthlichen Kreis Worbis                                                                              |                                                                                           | Dölle & Brunn Heiligenstadt                                      |                        |      |
| Worbiser Kreis- und Wochenblatt                                                                                              |                                                                                           | Dölle & Brunn Heiligenstadt                                      | 1824-                  |      |
| Worbiser Kreisblatt |                                                                                           | Guthe Worbis                                                     | 1840-                  |      |
| Eichsfelder Anzeiger: Worbiser Zeitung und Kreisblatt                                                                        |                                                                                           | Müller Worbis                                                    | 1909–1931              |      |
| |                                                                                           |                                                                  |                        |      |
| Eichsfeldia Tageblatt für das Eichsfeld und die Katholiken in Thüringen und Sachsen                                          |                                                                                           | Cordier Heiligenstadt                                            | 1884–1903              |      |
| Mitteldeutsche Volkszeitung (Eichsfeldia)                                                                                    |                                                                                           | Cordier Heiligenstadt??                                          | 1903–1925              |      |
| |                                                                                           |                                                                  |                        |      |
| Südhannoversche Volkszeitung Duderstadt                                                                                      |                                                                                           | Hövener Duderstadt                                               | 1882–1938? 1949–1986   |      |
| |                                                                                           |                                                                  |                        |      |
| Eichsfelder Volkszeitung (Dingelstädter Zeitung) Tageszeitung für das Eichsfeld                                              |                                                                                           | Josef Heinevetter Dingelstädt                                    |                        |      |
| |                                                                                           |                                                                  |                        |      |
| Eichsfelder Volksblatt |                                                                                           |                                                                  | 1924–1937              |      |
| |                                                                                           |                                                                  |                        |      |
| Eichsfelder Bauernzeitung |                                                                                           |                                                                  | 1926–1933              |      |
| |                                                                                           |                                                                  |                        |      |
| Eichsfelder Morgenpost |                                                                                           | Wagner Duderstadt                                                | 1933-                  |      |
| |                                                                                           |                                                                  |                        |      |
| Thüringer Gauzeitung (Eichsfelder Tageblatt)                                                                                 |                                                                                           |                                                                  | 1938–1939              |      |
| Thüringer Gauzeitung (Ausgabe Eichsfeld)                                                                                     |                                                                                           |                                                                  | 1939-                  |      |
| |                                                                                           |                                                                  |                        |      |
| Südhannoversche Zeitung Eichsfelder Post                                                                                     |                                                                                           | Niedersächsische Tageszeitung Göttingen                          | 1940–1945              |      |
| |                                                                                           |                                                                  |                        |      |
| Solidor Betriebszeitung | Betriebsparteiorganisation der SED im VEB Kombinat Solidor Heiligenstadt                  | Fortschritt Erfurt                                               | 1971–1990              |      |
| |                                                                                           |                                                                  |                        |      |
| Der Leitfaden Betriebszeitung                                                                                                | Betriebsparteiorganisation der SED im VEB Eichsfelder Bekleidungswerke                    | Fortschritt Erfurt                                               | 1955–1990              |      |
| |                                                                                           |                                                                  |                        |      |
| Deuna-Zement Betriebszeitung                                                                                                 | Betriebsparteiorganisation der SED im VEB Eichsfelder Zementwerk Deuna                    |                                                                  | 1974–1993              |      |
| |                                                                                           |                                                                  |                        |      |
| Leinetal-Echo Heimatzeitung für Stadt und Land                                                                               | SED-Kreisleitung und Kreisausschuß der Nationalen Front der DDR, Kreis Heiligenstadt      | Das Volk Erfurt                                                  | 1961–1965              |      |
| Neues Eichsfeld | SED-Kreisleitung und Kreisausschuß der Nationalen Front der DDR, Kreis Worbis             | Das Volk Erfurt                                                  | 1960–1961              |      |
| Neue Eichsfeld-Zeitung Heimatzeitung für Stadt und Land                                                                      | SED-Kreisleitung und Kreisausschuß der Nationalen Front der DDR, Kreis Worbis             | Das Volk Erfurt                                                  | 1961–1965              |      |
| Eichsfelder Heimatzeitung Wochenzeitung für die Kreise Heiligenstadt und Worbis                                              | SED-Kreisleitung und Kreisausschuß der Nationalen Front der DDR, Heiligenstadt            |                                                                  | 1966–1968              |      |
| Eichsfelder Heimatzeitung Wochenzeitung für die Kreise Heiligenstadt und Worbis                                              | SED-Kreisleitung und Kreisausschuß der Nationalen Front der DDR, Heiligenstadt und Worbis |                                                                  | 1969–1971              |      |
| |                                                                                           |                                                                  |                        |      |
| Thüringer Tageblatt (Ausgabe)                                                                                                | Bezirksleitung der CDU Erfurt                                                             | Thüringer Tageblatt Weimar VOB Druckform Weimar, Volkswacht Gera | 1951–1992              |      |
| Eichsfelder Tagespost Thüringer Tagespost                                                                                    | Westfalenblatt Bielefeld                                                                  | Verlags-, Werbe- und Serviceges. Eisenach                        | 1990–1991              |      |
| Mitteldeutsche Allgemeine Eichsfelder Tageblatt                                                                              |                                                                                           | Verlag Dierichs                                                  | 1993–1996              |      |
| Thüringische Landeszeitung Eichsfelder Tageblatt                                                                             |                                                                                           | Mediengruppe Thüringen Druckzentrum Erfurt                       | 1996-heute             |      |
| |                                                                                           |                                                                  |                        |      |
| Das Volk (Ausgabe Heiligenstadt, Worbis, Mühlhausen)                                                                         | Bezirksleitung der SED Erfurt                                                             | Das Volk Erfurt Fortschritt Erfurt                               | 1950–1990              |      |
| Thüringer Allgemeine (Ausgabe Eichsfeld)                                                                                     | Mediengruppe Thüringen                                                                    | Druckzentrum Erfurt                                              | 1990-heute             |      |
| |                                                                                           |                                                                  |                        |      |
| Eichsfelder Tageblatt (für eh. Landkreis Duderstadt)                                                                         | Göttinger Tageblatt GmbH                                                                  | Verlagsgesellschaft Madsack Hannover Druckhaus Göttingen         | 1973?-heute            |      |
| Das Obereichsfeld (für eh. Landkreise Heiligenstadt und Worbis)                                                              | Göttinger Tageblatt                                                                       | Harz-Weser-Zeitung                                               | 1990–1993              |      |
| Hallo-Eichsfeld Wochenende                                                                                                   | Göttinger Tageblatt                                                                       | Anzeigenblatt Eichsfeld Leinefelde-Worbis                        | - heute                |      |
| eichsfeldnachrichten.de Onlinezeitung                                                                                        | Ilka Kühn                                                                                 |                                                                  | 2020 bis heute         |      |